# Dystomorphus notatus
Dystomorphus notatus är en skalbaggsart som beskrevs av Maurice Pic 1926. Dystomorphus notatus ingår i släktet Dystomorphus och familjen långhorningar. Inga underarter finns listade i Catalogue of Life.